# Leuggern
Leuggern est une commune suisse du canton d'Argovie, située dans le district de Zurzach.

Photo aérienne (1949).

## Personnalités
- Adolf Hauser (1811-1862), né à Leuggern.
- Raphaël Wicky, footballeur suisse né à Leuggern en 1977.